# Sandvikfjellet (Fosdalen)

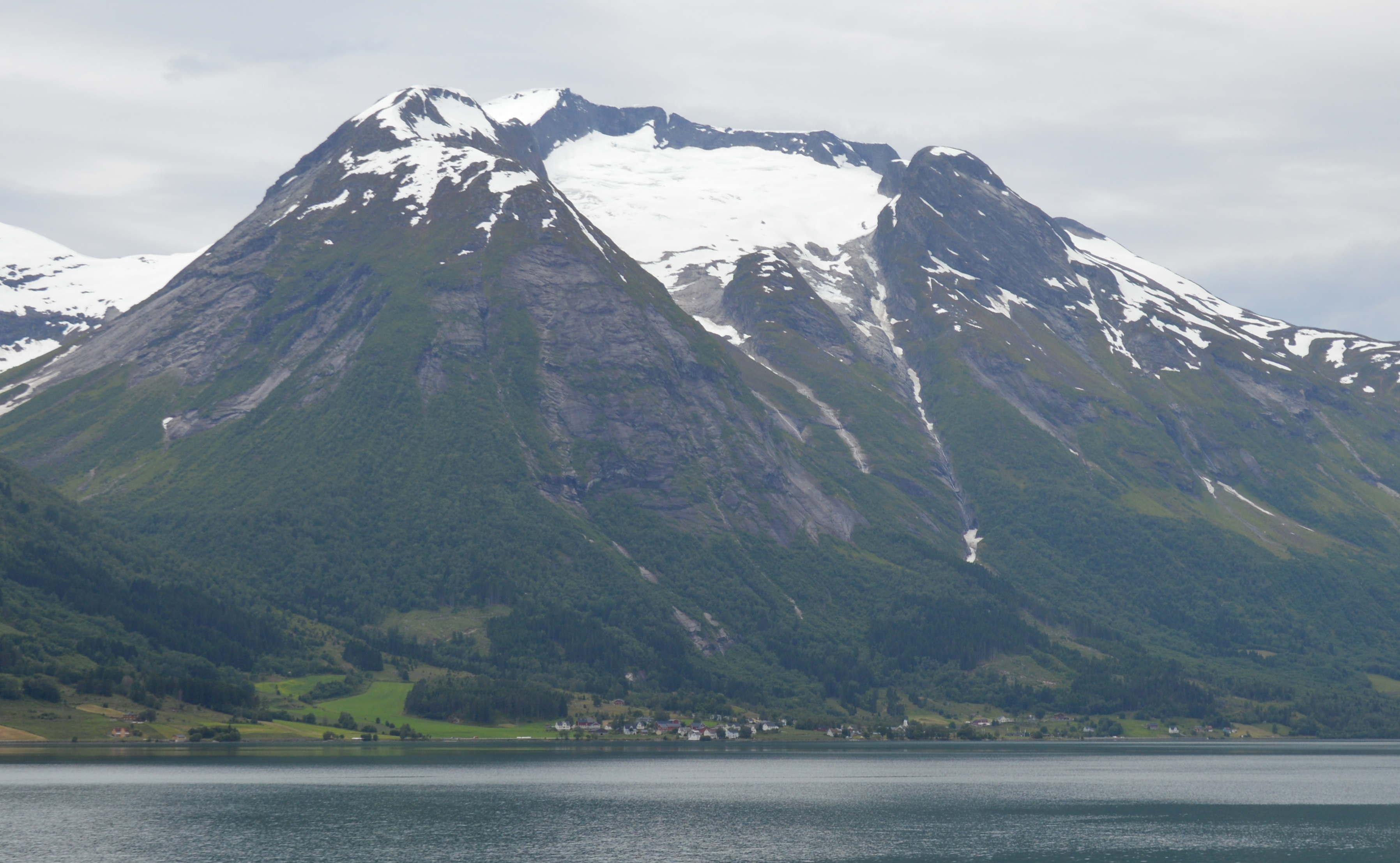
Sandvikfjellet, rechts davon der Gletscher Breifonna

Der Sandvikfjellet ist ein Berg des Skandinavischen Gebirges in der norwegischen Kommune Stryn in der Provinz Vestland.
Er erreicht eine Höhe von 1472 Meter und erhebt sich über dem südwestlichen Ufer des Sees Oppstrynsvatnet. Nördlich des Gipfels erstreckt sich der Gletscher Breifonna. Nach Süden fällt der Berg steil in das Tal Fosdalen ab. Östlich zu Füßen des Sandvikfjellets am Seeufer liegt das Dorf Oppstryn.